# رينهارد سولتن
رينارد سلتون (بالألمانية: Reinhard Selten) من مواليد مدينة بريسلا في أكتوبر 1930 والتي كانت بلدة ألمانية إلا أنها أصبحت بعد الحرب العالمية الثانية بولندية وكان والده يمتلك مجموعة من مكتبة تتضمن تشكيلة من المجلات يمكن اقراضها للزبائن لمدة أسبوع، وكان والدة قد فقد بصره في سنوات الشباب، وفي أواسط الثلاثينات اضطر إلى بيع شركته بسبب أصله اليهودي حيث يمنع اليهود من إدارة الأعمال المرتبطة بالصحافة.
عندما أصبح في الرابعة عشرة اضطر إلى ترك المدرسة الثانوية لتعلم التجارة ثم ترك مدينة بريسلا ولجأ إلى سكسونيا أولا ثم إلى النمسا وأخيرا إسبانيا وفي سنة 1947 انتقل إلى ميلونين وهي مدينة صغيرة في إسبانيا وكان يضطر إلى المشي إلى المدرسة حوالي ثلاث ساعات ونصف يوميا وأثناء المشي كان يفكر في الهندسة والجبر. حين أنهى الدراسة الثانوية كان من الواضح أنه سيدرس الرياضيات وكذلك الاقتصاد وعلم النفس. درس الرياضيات في جامعة فرانكفورت من 1951 إلى 1957. يقول في سيرته الشخصية إنني ممتن لكلية العلوم الطبيعية بجامعة فرانكفورت لقرارها السماح لرياضي مثلي دراسة الاقتصاد وقد حصل على درجة الماجستير سنة 1957. وفي سنة1959 تزوج إليزابيث لانغرينر إلا أنه كان زواجا بلا أطفال.
التقى مع هينز سورمان سنة 1959 مؤسس الجشطالت ادوين راوش ومع أومان وم ماشلر ومع سيمون ثم بدأ التعاون مع هارساني وناش للعمل في مشاريع للحد من الأسلحة ونزع السلاح. على عدم التفاوض في ظل المعلومات لكني لم غيرها من نماذج العمل على الردع النووي. في تحليل مباريات عدم تكرار المعلومات مع أومان، ماشلر ستيرنز، انتقل إلى جامعة بيلفلد سنة 1972 ثم عمل على مشكلة اختيار التوازن الفريد لكل مباراة وقد استغرق حوالي 18 عاما إلى بناء نظرية عامة معقول من التوازن في اختيار الألعاب. كما تعاون مع توم مارشاك والتي أسفرت عن كتاب متعدد التسعير الصادرة في سنة 1974.

## روابط خارجية
- رينهارد سولتن على موقع الموسوعة البريطانية (الإنجليزية)
- رينهارد سولتن على موقع مونزينجر (الألمانية)
- رينهارد سولتن على موقع إن إن دي بي (الإنجليزية)